# Magdalena Grzybowska
Magdalena Grzybowska (Poznań, 22 novembre 1978) è un'ex tennista polacca.

## Biografia
Vinse l'Australian Open 1996 Singolare ragazze sconfiggendo in finale Nathalie Dechy con il punteggio di 6–1, 4–6, 6–1. Sempre nel 1996 partecipò alle Internazionali d'Italia 1996 - Singolare femminile dove venne sconfitta da Nathalie Tauziat.
Due anni dopo partecipò all'Australian Open 1998 - Singolare femminile perdendo al terzo turno contro Ai Sugiyama. Nello stesso anno riuscì ad occupare il 30º posto al ranking mondiale (10 agosto 1998) ma ebbe un infortunio che l'allontanò dalle competizione. Ritornò nell'Open di Francia 2002 - Singolare femminile ma non ottenne grandi successi né allora né dopo.

## Statistiche

### Risultati in progressione
| Sigla | Risultato               |
| ----- | ----------------------- |
| V     | Vincitore               |
| F     | Finalista               |
| SF    | Semifinalista           |
| O     | Oro olimpico            |
| A     | Argento olimpico        |
| SF    | Bronzo olimpico         |
| QF    | Quarti di Finale        |
| 4T    | Quarto turno            |
| 3T    | Terzo turno             |
| 2T    | Secondo turno           |
| 1T    | Primo turno             |
| RR    | Round Robin             |
| LQ    | Turno di qualificazione |
| A     | Assente                 |
| ND    | Non disputato           |

| Legenda superfici    |
| -------------------- |
| Cemento              |
| Terra battuta        |
| Erba                 |
| Superficie variabile |

#### Singolare nei tornei del Grande Slam
| Torneo          | 1996 | 1997 | 1998 | 1999 | 2000 | 2001 | 2002 |
| --------------- | ---- | ---- | ---- | ---- | ---- | ---- | ---- |
| Australian Open | 2T   | 3T   | 3T   | A    | A    | 1T   | A    |
| Open di Francia | 1T   | 1T   | 1T   | A    | 3T   | A    | 1T   |
| Wimbledon       | 1T   | 3T   | 2T   | 1T   | 2T   | A    | A    |
| US Open         | 1T   | 1T   | 2T   | 2T   | 1T   | A    | A    |

#### Doppio nei tornei del Grande Slam
| Torneo          | 1996 | 1997 | 1998 | 1999 | 2000 | 2001 | 2002 |
| --------------- | ---- | ---- | ---- | ---- | ---- | ---- | ---- |
| Australian Open | 1T   | 1T   | 2T   | A    | 2T   | 1T   | A    |
| Open di Francia | 1T   | 1T   | 2T   | A    | 2T   | A    | A    |
| Wimbledon       | 1T   | 2T   | 2T   | A    | 1T   | A    | A    |
| US Open         | 1T   | 2T   | 1T   | A    | A    | A    | A    |

#### Doppio misto nei tornei del Grande Slam
Nessuna partecipazione